# Добровольска, Эвелина
Эвелина Добровольска (Эвелина Добровольская, лит. Ewelina Dobrowolska; 16 августа 1988, Вильнюс, Литовская ССР) — литовский активист, правовед, политический и государственный деятель. Член Партии свободы. Министр юстиции Литвы с 11 декабря 2020 года. Депутат Сейма Литвы в 2020—2024 годах.

## Биография
Родилась 16 августа 1988 года в Вильнюсе. Окончила гимназию имени Иоанна Павла II с польским языком обучения. В 2010 году окончила Университет Миколаса Ромериса со степенью бакалавра (право и пенитенциарная деятельность). Работала помощником адвоката в адвокатской конторе (2011—2020). С 2012 года сотрудничала с неправительственными организациями в области обеспечения прав национальных меньшинств. Участвовала в судебных делах по оригинальному написанию личных имён в паспортах, по смене пола, по дискриминации и разжигании ненависти.
В 2020 году была избрана членом самоуправления города Вильнюса по списку общественного избирательного комитета Ремигиюса Шимашюса «За Вильнюс, которым мы гордимся». На парламентских выборах 2020 года по списку Партии свободы избрана членом Сейма.
После парламентских выборов 2020 года право-центристские политические силы: Союз Отечества — Литовские христианские демократы, Движение либералов и Партия свободы сформировали правительство под руководством Ингриды Шимоните. Эвелина Добровольска 11 декабря 2020 года стала министром юстиции.
Владеет литовским, английским, русским и польским языками.